# Diccionari Enciclopèdic Brockhaus i Iefron

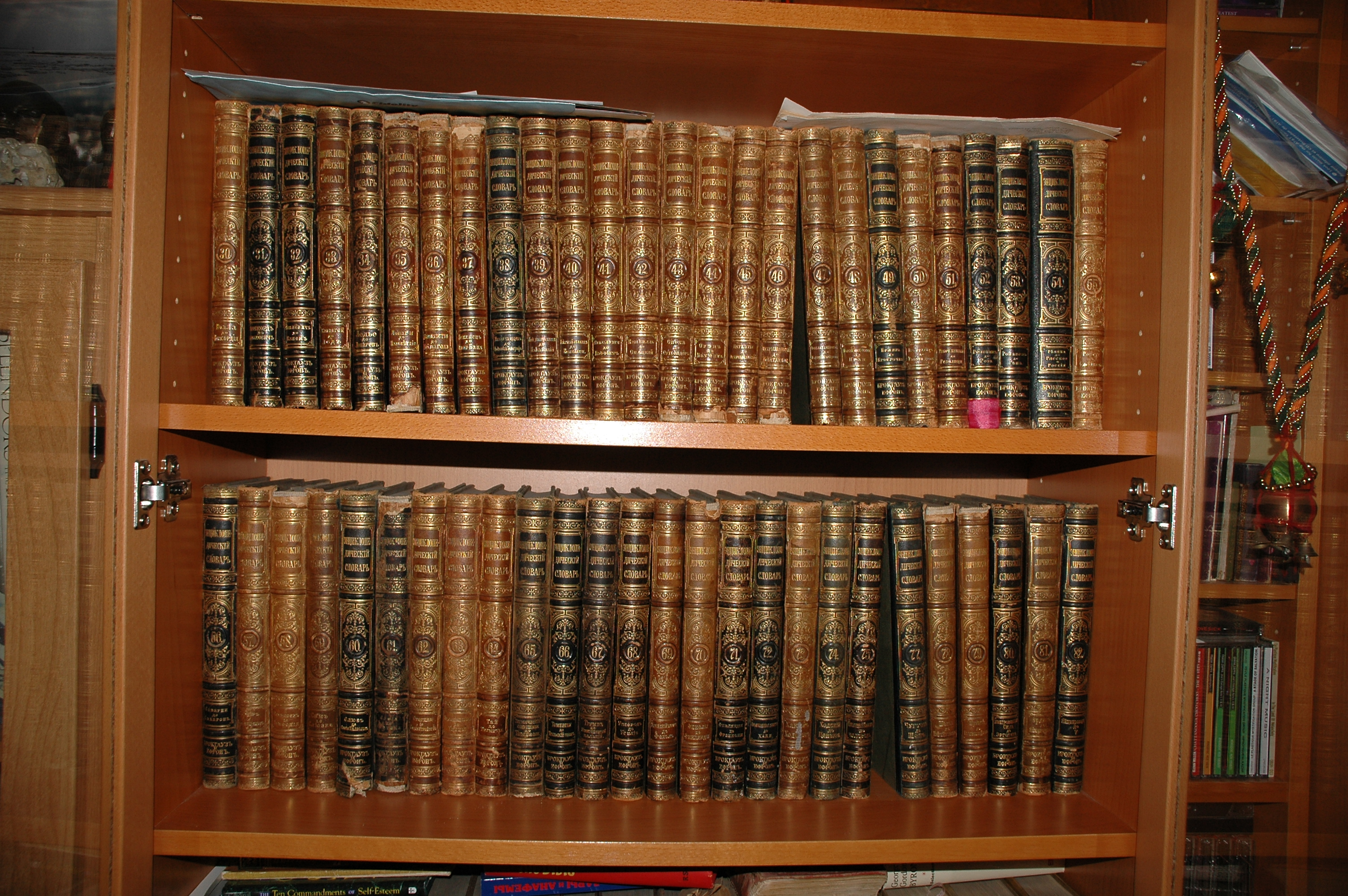
Una part dels 86 volums del Diccionari Enciclopèdic Brockhaus i Iefron.

El Diccionari Enciclopèdic Brockhaus i Iefron (rus: Энциклопедический словарь Брокгауза и Ефрона) (35 volums, edició petita; 86 volums, llarga) és, en el seu estil i intenció, la contrapartida russa de l'Encyclopædia Britannica (edició de 1911). Conté 121.240 articles, 7 800 imatges, i 235 mapes. Publicat a l'Imperi Rus entre 1890 i 1906, l'enciclopèdia era un projecte conjunt dels editors de Leipzig (Brockhaus) i Sant Petersburg (Ilià Iefron). Els articles van ser escrits per estudiosos russos de primer ordre com Vladímir Soloviov o Dmitri Mendeléiev. Després de la desaparició de la Unió Soviètica van aparèixer reimpressions d'aquesta obra.